# Zlatko Celent
Zlatko Celent (* 20. Juli 1952 in Split; † 25. Februar 1992 in Pag) war ein jugoslawischer Ruderer, der viermal bei Olympischen Spielen antrat. 1980 gewann er eine Bronzemedaille im Zweier mit Steuermann.

## Sportliche Karriere
Der 1,97 m große Zlatko Celent ruderte für den Verein HVK Gusar in Split. 1975 belegte er zusammen mit Duško Mrduljaš den neunten Platz im Zweier ohne Steuermann bei den Weltmeisterschaften in Nottingham. Bei den Olympischen Spielen 1976 in Montreal gewannen Zlatko Celent und Duško Mrduljaš ihren Vorlauf und belegten im Halbfinale den zweiten Platz hinter dem Boot aus den USA. Im Finale siegte der Zweier aus der DDR vor dem Boot aus den USA und dem Boot aus der Bundesrepublik Deutschland. Vier Sekunden hinter den Deutschen belegten die beiden Jugoslawen den vierten Platz. Ebenfalls den vierten Platz belegten die beiden bei den Weltmeisterschaften 1977. Im Jahr darauf ruderten sie bei den Weltmeisterschaften 1978 auf den siebten Platz.
1979 bildeten Celent und Mrduljaš mit Josip Reić einen Zweier mit Steuermann. Bei den Weltmeisterschaften in Bled siegte der Zweier aus der DDR vor dem Boot aus der Tschechoslowakei. Bronze gewann die Crew aus den Vereinigten Staaten, die im Ziel 0,09 Sekunden Vorsprung vor den Jugoslawen hatte. Im gleichen Jahr fanden in Split die Mittelmeerspiele statt. Vor heimischem Publikum siegten die Jugoslawien vor den Italienern und den Franzosen. Im Jahr darauf bei den Olympischen Spielen 1980 in Moskau siegte der Zweier mit Steuermann aus der DDR mit 0,8 Sekunden Vorsprung auf das Boot aus der Sowjetunion. Mit anderthalb Sekunden Rückstand auf die Zweiten gewannen Celent, Mrduljaš und Reić die Bronzemedaille.
Bei den Weltmeisterschaften 1982 trat Zlatko Celent zusammen mit Mirko Ivančić im Zweier ohne Steuermann an, die beiden belegten den siebten Platz. Im Jahr darauf bei den Weltmeisterschaften in Duisburg traten die beiden mit Vedran Ercegović im Zweier mit Steuermann an. Die drei Jugoslawen belegten den vierten Platz, hatten im Ziel aber fast zehn Sekunden Rückstand auf die drittplatzierten Italiener. 1984 traten Celent und Ivančić mit dem Steuermann Dario Vidošević an. Bei den Olympischen Spielen in Los Angeles verpassten sie das A-Finale und belegten als Sieger des B-Finales den siebten Platz.
1985 trat Celent mit zwei anderen Partnern bei den Weltmeisterschaften in Hazewinkel an und belegte den achten Platz. Zwei Jahre später startete bei den Weltmeisterschaften 1987 ein jugoslawischer Vierer mit Steuermann in der Besetzung Sead Marušić, Lazo Pivač, Zlatko Celent, Vladimir Banjanac und Steuermann Denis Boban. Die Jugoslawen erreichten das A-Finale und belegten den sechsten Platz. Ein Jahr später traten die vier Ruderer bei den Olympischen Spielen 1988 in Seoul mit dem Steuermann Dario Varga an und belegten auch hier den sechsten Platz. 1989 trat Zlatko Celent noch einmal im Vierer mit Steuermann bei den Weltmeisterschaften in Bled an und belegte zum Abschluss seiner Karriere den siebten Platz.